# Fernando Cayo
Fernando Cayo Jiménez Álvarez (Valladolid, España; 22 de abril de 1968) es un actor, director, productor y músico español. Además es académico de la Academia de las Artes y las Ciencias Cinematográficas y miembro fundador de la Academia de las Artes Escénicas de España. Entre su extensa carrera cinematográfica destacan sus trabajos en The Counselor de Ridley Scott, El orfanato dirigida por Juan Antonio Bayona, producida por Guillermo del Toro y seleccionada para representar a España en los premios Óscar de la Academia Americana del 2007, Mataharis de Icíar Bollaín o La piel que habito de Pedro Almodóvar. De su paso por televisión destacan títulos como La casa de papel, Amar es para siempre, El caso, Mar de plástico, Manos a la obra, La señora, Toledo, La república, Punta Escarlata, Hermanos y Hasta el cielo, entre otros.
Premio al mejor actor del Festival de Cine de Toulouse (1999). Premio de Teatro Provincia de Valladolid. En 2014 es reconocido como mejor Actor de Teatro por la Asociación de Amigos del Teatro de Valladolid. Elegido Mejor Actor de Teatro 2013 por los lectores del diario El País.

## Biografía
Nace en Valladolid el 22/04/1968. Cursa estudios en la Escuela de Arte Dramático de Valladolid con Carlos Vides y en el Conservatorio de Valladolid y prosigue su aprendizaje en la Scuola Internazionale dell’Attore Cómico, con Antonio Fava en Italia. Perfecciona después técnicas como la Commedia dell’Arte con Fabio Mangolini, las máscaras con Erhard Stiefel del Théâtre du Soleil y con I Made Djimat, Kathakali con Karunakaran Nair o la tragedia griega con la actriz Aspasia Papathanassiou. Estudia interpretación audiovisual con Paco Pino, Mariano Barroso y Montxo Armendáriz. Perfecciona el verso en la Compañía Nacional de Teatro Clásico con Vicente Fuentes.
Cuenta con el premio al Mejor Actor del Festival de Cine de Toulouse CINESPAÑA 1999 por su papel protagonista en la película Shacky Carmine. A lo largo de su extensa carrera acumula otros galardones tales como: Premio Festival Internacional de Jóvenes Realizadores de Granada, del Festival Ibérico de Cine de Badajoz (2002), con el Racimo de Oro de Serrada y el Premio de Teatro Provincia de Valladolid 2007. Un año más tarde, en el 2008, Fernando Cayo fue nominado como Mejor Actor de Serie o película de terror por su papel en El orfanato a los premios de Los Ángeles ''Scream Award'' junto a actores como Johnny Depp por Sweeeny Todd o Michael Hall por Dexter. En el 2010 es premiado por el cortometraje El vendedor del año, por el que recibió los correspondientes premios en la categoría de mejor interpretación en los festivales audiovisuales de Zaragoza, Pilas, Tarazona, Moncayo, Cans y Medina del Campo. En 2013 se postula como finalista en los Premios Max como Mejor Actor de Teatro y fue votado como Mejor Actor Teatral 2013 por los lectores del diario El País. En 2014 es reconocido como mejor Actor de Teatro por la Asociación de Amigos del Teatro de Valladolid y Mejor Actor por los festivales de cine de Tarazona, Requena y Acción por su cortometraje Mi vida es el cine dirigido por Bodgan Toma y Fernando Cayo. Nombrado Actor del siglo XXI por el Festival de Medina Del Campo en 2015. Nominado a los premios de la Unión de Actores y a los premios Mestre Mateo en 2016 por su papel en la película El desconocido, de Vaca Films y Dani de La Torre. Mejor actor de reparto en premios de Unión de Actores del 2020 por La casa de papel y mejor actor en el Festival de cine de Ávila por El método. En 2022 gana el premio de la Unión de Actores a Mejor Actor Secundario por su papel de Coronel Tamayo en la serie de televisión La Casa De Papel.
Con la Compañía Nacional de Teatro Clásico: Peribáñez y el Comendador de Ocaña dir. José Luis Alonso de Santos, trabajo por el que fue nominado a los premios de la Unión de Actores (2002), La celosa de sí misma, El Viaje del Parnaso dir. Eduardo Vasco, protagonizó Tragicomedia de Don Duardos dir. Ana Zamora y también El curioso impertinente dir. Natalia Menéndez.
Cayo, con su productora Producciones Pachamama, en otra cuerda completamente diferente, estuvo recorriendo la península ejerciendo de “One man show” con Salvaje!!! un espectáculo de creación propia para el que contó con la ayuda creativa de Leo Bassi.
En 2009 en La vida es sueño de Calderón de la Barca dirigida por el que fuera director del Centro Dramático Nacional Juan Carlos Pérez de la Fuente, encarnó al príncipe Segismundo. Con éste espectáculo recorrió toda España y visitó el Teatro de la Volksbühne de Berlín y el Piccolo de Milán. Es en este mismo año en donde además participa en el montaje de Animalario Tito Andrónico para el Festival de Mérida.
De su paso por la televisión y el cine podemos mencionar la conocida serie “Manos a la obra” y las películas Shacky Carmine dir. Chema de la Peña por la que recibió el premio del Festival de Toulouse (CINESPAÑA 1999), El juego de la verdad dir. Fernández Armero, las taquilleras El lobo dir. Miguel Courtois, El Penalti más largo del mundo dir. Roberto Santiago y Concursante de Rodrigo Cortés.
Destaca entre sus trabajos la película El Orfanato dirigida por J.A. Bayona y producida por Guillermo del Toro, seleccionada para representar a España en los premios Óscar de la Academia Americana, y película más vista en España del 2007. Son muchos los títulos que se suman a lo largo de su carrera dramática:
Mataharis de Icíar Bollaín. Plan América. En la segunda temporada de la serie La Señora interpretando al anarquista “Ventura”. En la miniserie 20-N, que narra la agonía y muerte del dictador Francisco Franco y donde interpretó al entonces príncipe Juan Carlos. Adolfo Suárez, película dirigida por Sergio Cabrera y encarnando de nuevo al Rey Juan Carlos. Pájaros de Papel, ópera prima como director de Emilio Aragón. En Vuelo IL 8714, película que protagonizó junto a Carmelo Gómez y Emma Suárez. La piel que habito del director Pedro Almodóvar. En la serie Punta Escarlata, thriller que coprotagoniza junto a Carles Francino y Antonio Hortelano. En La República, continuación de La señora para TVE. En la Tv movie Alacrana. En la obra de teatro 19:30 de producciones k, así como en el premiado cortometraje El vendedor del año de Coté Soler que interpreta junto a Javier Gutiérrez y que cuenta entre otros muchos con el Primer premio en la categoría de cortometraje del 33.º Festival Internacional de Montreal 2010. En las películas 23-F del director Chema de la Peña interpretando de nuevo al Rey Juan Carlos y compartiendo pantalla con Juan Diego y Paco Tous y Secuestrados de Miguel Ángel Vivas y ganadora de los premios a Mejor película y Mejor Dirección del Festival de Austin 2010 (Tejas) la cual coprotagonizó junto a Manuela Vellés y Ana Wagener. En la obra de teatro La caída de los dioses dirigida por Tomaz Pandur, y coproducida por el Teatro Español y con la que visitaron entre otros lugares el Grec de Barcelona, el Festival de Ljubljana (Eslovenia) y el Matadero del Español, y que coprotagonizó junto a Belén Rueda, Pablo Rivero y Alberto Jiménez.
También le vimos en Toledo serie de televisión ambientada en el siglo XIII donde interpretó al Conde de Miranda.  “Hermanos” de Salvador Calvo serie para Tele 5. Casi inocentes de Papik Lozano, película que protagoniza junto a Ana Fernández y Jarek Bielsky y que pasó por el palmarés del Moscow Film Festival. En La Terapia Definitiva espectáculo basado en el texto de Jacopo Fo “Cerebros Verdes Fritos” interpretado, producido y dirigido por él. En las películas Palmeras en la nieve de Fernando González Molina “La punta del iceberg” de David Cánovas y en El desconocido de Dani de la Torre con Luis Tosar y Javier Gutiérrez.
En el 2008 fue nominado como Mejor Actor de Serie o película de terror por su papel en “El Orfanato” a los premios de Los Ángeles  “Scream Awards”, junto a actores como Johnny Depp por Sweeney Todd, o Michael C. Hall por Dexter entre otros.
En el 2013-2014 estuvo de gira por toda España con “Los hijos de Kennedy” que protagonizó junto a Maribel Verdú, Emma Suárez y Ariadna Gil y con la producción de Concha Busto De ratones y hombres de John Steinbeck, dirigida por Miguel del Arco y trabajó en The Counselor dirigida por Ridley Scott. En 2014 estrenó su primer cortometraje codirigiendo con Bogdan Toma, Mi vida es el cine, obteniendo numerosos premios en Festivales.
En 2014-2015 trabaja en “Rinoceronte” de Ionesco dir. Ernesto Caballero en el Centro Dramático Nacional con gran éxito de crítica y público. En 2015 participa en la serie “Mar de plástico” y estrena “El príncipe de Maquiavelo'' dir. Juan Carlos Rubio.
En 2015-2016 en teatro “Rinoceronte” CDN dir. Ernesto Caballero,”El príncipe” dir Juan Carlos Rubio; en cine, “Casi Inocentes”, “Esto no es una cita”. En las películas “Palmeras en la nieve” de Fernando González Molina, ”La corona partida” de Jordi Frades, “La punta del iceberg” de David Cánovas “La decisión de Julia” de Norberto López que protagoniza junto a Marta Belaustegui y en El desconocido de Dani de la Torre con Luis Tosar y Javier Gutiérrez y las series de TV Alatriste y Mar de plástico.
En 2016-2017 compaginó la gira del espectáculo “Páncreas” del que fue coproductor con Concha Busto, Tartean Teatro y el CDN con su colaboración en la serie de TVE “El caso, crónica de sucesos”.
En 2017-2018 en teatro “El príncipe de Maquiavelo” dir. y versión Juan Carlos Rubio e  “Inconsolable“ de Javier Gomá dir. Ernesto Caballero, Centro Dramático Nacional. En TV protagoniza la serie “Amar es para siempre” de Antena 3.
Estrena en el Festival de Mérida 2020 “Antígona” de David Gaitán. En 2020 también estrena su espectáculo sobre mitología “¡¡¡Por todos los dioses!!!”.
En 2019-2021 participa en la tercera, cuarta y quinta temporada de La casa de papel, la serie en español más vista de Netflix, y la más vista en todo el mundo.
Durante 2020 al 2023 participa en la serie para Netflix Hasta el cielo dir. Daniel Calparsoro, Travesuras de la niña mala para Televisa México y estrena en teatro El peligro de las buenas compañías dir. Juan Carlos Rubio y continua ¡¡¡Por todos los dioses!!!, espectáculo sobre mitología griega escrito, producido e interpretado por Fernando Cayo.

## Filmografía

### Cine
| Año  | Título                                       | Personaje                | Director                          |
| ---- | -------------------------------------------- | ------------------------ | --------------------------------- |
| 2025 | La huella del mal                            | Comisario Mendoza        | Manuel Ríos San Martín            |
| 2024 | En línea (cortometraje)                      | Juan                     | Ceres Machado                     |
| 2024 | Padres                                       | Jaime                    | José Ángel Bohollo                |
| 2024 | El instinto                                  | José                     | Juan Albarracín                   |
| 2024 | Old Man Hercules                             | Maximiano                | Cristian Toma                     |
| 2023 | Todos los nombres de Dios                    | Ramón                    | Daniel Calparsoro                 |
| 2022 | La Fortaleza                                 | Arturo                   | Chiqui Carabante                  |
| 2021 | Lourdes y Concha                             | Joselín                  | María Gómez-Comino                |
| 2021 | Y todos arderán                              | Honorio                  | David Hebrero                     |
| 2020 | Caníbales (cortometraje)                     | Cirujano                 | Mikel Bustamante                  |
| 2020 | Hasta el cielo                               | Duque                    | Daniel Calparsoro                 |
| 2020 | Intermedio (cortometraje)                    | Teniente republicano     | Bernabé Rico                      |
| 2020 | Invisibles                                   | Alberto                  | Gracia Querejeta                  |
| 2019 | El método (cortometraje)                     | Rafael                   | Néstor Ruiz Medina                |
| 2019 | Paralelos (cortometraje)                     | Luis "El Cuzco" Calvo    | David Hebrero                     |
| 2018 | La sombra de la ley                          | El Ministro              | Dani de la Torre                  |
| 2016 | La punta del iceberg                         | Carlos Fresno            | David Cánovas                     |
| 2016 | Destroy Madrid (cortometraje)                | Empleado de Pangea       | Joseba Alfaro                     |
| 2016 | La corona partida                            | Guillermo de Veyré       | Jordi Frades                      |
| 2015 | Palmeras en la nieve                         | Garuz                    | Fernando González Molina          |
| 2015 | El desconocido                               | Espinosa                 | Dani de la Torre                  |
| 2015 | La decisión de Julia                         | Lander                   | Norberto López Amado              |
| 2014 | La prórroga (cortometraje)                   | Pablo                    | Fernando Villena                  |
| 2014 | Mi vida es el cine (cortometraje)            | Alberto Garcs, soldado   | Fernando Cayo y Bogdan Ionut Toma |
| 2014 | Somos amigos (cortometraje)                  | Max                      | Carlos Solano                     |
| 2013 | Esto no es una cita                          | Miguel                   | Guillermo Fernández Groizard      |
| 2013 | The Counselor                                | Abogado                  | Ridley Scott                      |
| 2013 | Casi inocentes                               | Alberto                  | Papick Lozano                     |
| 2013 | F5 (cortometraje)                            | F5                       | Bogdan Ionut Toma                 |
| 2013 | Mayoría absoluta (cortometraje)              | Jefe de partido político | Bogdan Ionut Toma                 |
| 2011 | 23-F: la película                            | Juan Carlos I de España  | Chema de la Peña                  |
| 2011 | La piel que habito                           | Médico                   | Pedro Almodóvar                   |
| 2010 | El vendedor del año (cortometraje)           | Arturo                   | Coté Soler                        |
| 2010 | Secuestrados                                 | Jaime                    | Miguel Ángel Vivas                |
| 2010 | Pájaros de papel                             | Capitán Montero          | Emilio Aragón                     |
| 2008 | 20-N: Los últimos días de Franco             | Juan Carlos I de Borbón  | Roberto Bodegas                   |
| 2008 | Bienes comunes (cortometraje)                | Jorge                    | Paco Caballero                    |
| 2008 | Las manos del pianista                       | Pianista                 | Sergio G. Sánchez                 |
| 2007 | Avalancha (cortometraje)                     | Jorge                    | Coté Soler                        |
| 2007 | Concursante                                  | Eloy                     | Rodrigo Cortés                    |
| 2007 | Mataharis                                    | Valbuena                 | Icíar Bollaín                     |
| 2007 | El orfanato                                  | Carlos                   | Juan Antonio Bayona               |
| 2006 | Teki (cortometraje)                          | Macarra 1                | Alberto Esteban                   |
| 2005 | Vida y color                                 | Honorio                  | Santiago Tabernero                |
| 2005 | Diario de un skin                            | Panzer                   | Jacobo Rispa                      |
| 2004 | El juego de la verdad                        | Mario                    | Álvaro Fernández Armero           |
| 2004 | El lobo                                      | Txino                    | Miguel Courtois                   |
| 2004 | El penalti más largo del mundo               | Bilbao                   | Roberto Santiago                  |
| 2004 | Doble juego                                  | Salvador Gutiérrez       | Alberto Durant                    |
| 2004 | El principio de Arquímedes                   | Enrique                  | Gerardo Herrero                   |
| 2003 | The Mix                                      | Dj Barna                 | Pedro Lazaga                      |
| 2002 | Hoy x ti mañana x mí (cortometraje)          | Armando                  | Fran Torres                       |
| 2002 | Guerreros                                    | Teniente Serbio          | Daniel Calparsoro                 |
| 2001 | Juego de luna                                | Fran                     | Mónica Laguna                     |
| 2000 | Una grieta en la nieve helada (cortometraje) | Alpinista                | Bernardo Atxaga                   |
| 2000 | Me da igual                                  | Mario                    | David G. Delser                   |
| 1999 | Shacky Carmine                               | Apolo                    | Chema de la Peña                  |
| 1998 | Sacrificio (cortometraje)                    | Peón negro               | Covadonga Icaza                   |

### Televisión
| Año             | Título                              | Personaje                          | Canal                         |
| --------------- | ----------------------------------- | ---------------------------------- | ----------------------------- |
| 2025            | La Favorita 1922                    | César de Valmonte                  | Telecinco                     |
| 2022            | Travesuras de la niña mala          | Robert Arnoux                      | Vix                           |
| 2019-2021       | La Casa de Papel                    | Coronel Tamayo                     | Netflix, Antena 3             |
| 2019            | Señoras del (h)AMPA                 | Pedro Conesa                       | Telecinco, Amazon Prime Video |
| 2019            | Justo antes de Cristo               | Cornelio                           | Movistar+                     |
| 2018            | McMafia                             | Guillermo Alegre                   | Amazon Prime Video            |
| 2017-2018       | Amar es para siempre                | Ernesto Ortega Iniesta             | Antena 3                      |
| 2017            | iFamily                             | Girón                              | TVE1                          |
| 2016            | Olmos y Robles                      | Laguardia, guardaespaldas de Mateo | TVE1, Amazon Prime Video      |
| 2016            | El Caso: Crónica de sucesos         | Rodrigo Sánchez                    | TVE1                          |
| 2016            | El Ministerio del Tiempo            | Napoleón Bonaparte                 | TVE1                          |
| 2015-2016       | Mar de plástico                     | Luis                               | Antena 3                      |
| 2015            | Las aventuras del Capitán Alatriste | Marcos Ferrán                      | Telecinco                     |
| 2014            | Hermanos                            | Alfonso Yagüe                      | Telecinco                     |
| 2014            | B&b, de boca en boca                | Charlie Gómez                      | Telecinco                     |
| 2012            | Toledo, cruce de destinos           | Conde Miranda                      | Antena 3                      |
| 2011            | Punta Escarlata                     | Reyes                              | Telecinco                     |
| 2011            | Los misterios de Laura              | Mario Pastor                       | TVE1                          |
| 2011            | Alakrana                            | Agente del C.N.I.                  | Telecinco                     |
| 2011; 2018-2019 | 14 de abril. La República           | Ventura                            | TVE1                          |
| 2010            | Vuelo IL 8714                       | Martín                             | Telecinco                     |
| 2009-2010       | La señora                           | Ventura Ascado                     | TVE1                          |
| 2009            | Los hombres de Paco                 | Inspector Trujillo                 | Antena 3                      |
| 2008            | 20-N: Los últimos días de Franco    | Juan Carlos I de España            | Antena 3                      |
| 2008            | Cuenta atrás                        | Mikel Zapata                       | Cuatro                        |
| 2007            | Círculo rojo                        | Vargas                             | Antena 3                      |
| 2007            | La que se avecina                   |                                    | Telecinco                     |
| 2007            | Génesis, en la mente del asesino    | Pedro Martín                       | Cuatro                        |
| 2001-2005       | 7 vidas                             | Roberto/Ángel                      | Telecinco                     |
| 2002-2004       | El comisario                        |                                    | Telecinco                     |
| 2002            | Policías, en el corazón de la calle |                                    | Antena 3                      |
| 2002            | Hospital Central                    | Padre de Miriam                    | Telecinco                     |
| 1998-2001       | Manos a la obra                     | Faustino "Tino" Ormaechea          | Antena 3                      |

### Teatro
| Año       | Título                             | Autor                        | Director                        |
| --------- | ---------------------------------- | ---------------------------- | ------------------------------- |
| 2022      | El peligro de las buenas compañías | Javier Gomá                  | Juan Carlos Rubio               |
| 2022      | Cuento de Navidad                  | Charles Dickens              | Mingo Ruano                     |
| 2021      | Antígona                           | David Gaitán                 | David Gaitán                    |
| 2020-2023 | ¡Por todos los dioses!             | Fernando Cayo                | Fernando Cayo, Hernan Gené      |
| 2016      | A media luz los tres               | Miguel Mihura                | Fernando Soto                   |
| 2016      | Páncreas                           | Patxo Tellería               | Juan Carlos Rubio               |
| 2014      | Rinoceronte                        | Eugène Ionesco               | Ernesto Caballero               |
| 2014      | La voz de nuestros clásicos        | Varios                       | Helena Pimenta                  |
| 2014      | Don Juan en Alcalá                 | José Zorrilla                | Carlos Aladro                   |
| 2013      | Los hijos de Kennedy               | Robert Patrick               | José María Pou                  |
| 2012      | De ratones y hombres               | John Steinbeck               | Miguel del Arco                 |
| 2011      | La caída de los dioses             | Luchino Visconti             | Tomás Pandur                    |
| 2010      | 19.30                              | Patxi Amezcua                | Adolfo Fernández y Ramón Ibarra |
| 2009      | Tito Andrónico                     | Animalario                   | Andrés Lima                     |
| 2008-2009 | La vida es sueño                   |                              | Juan Carlos Pérez de la Fuente  |
| 2008-2009 | La terapia definitiva              |                              | Fernando Cayo                   |
| 2007      | El curioso impertinente            |                              | Natalia Menéndez                |
| 2006      | Tragicomedia de Don Duardos        |                              | Ana Zamora                      |
| 2005      | El viaje del Parnaso               |                              | Eduardo Vasco                   |
| 2005      | La venta de Don Quijote            |                              | Luis Olmos                      |
| 2003-2004 | La celosa de sí misma              |                              | Luis Olmos                      |
| 2002      | Peribáñez y el Comendador de Ocaña |                              | José Luis Alonso de Santos      |
| 2001      | Unos cuantos piquetitos            | Laila Ripoll                 | Mikel Gómez de Segura           |
| 2000      | Las aves                           | Aristófanes                  | Rosa García Rodero              |
| 1998-2000 | Salvaje!!!                         |                              | Fernando Cayo                   |
| 1997      | La voz del poeta                   |                              | Ángel Gutiérrez                 |
| 1997      | Una bala perdida                   | Gonzalo Baz                  | Gonzalo Baz                     |
| 1996      | El barbero de Sevilla              | Beaumarchais                 | Carlos Nuevo                    |
| 1996      | El pabellón número 6               | Antón Chéjov                 | Ángel Gutiérrez                 |
| 1996      | El maestro de danzar               | Lope de Vega                 | Ángel Gutiérrez                 |
| 1996      | Krechendo                          |                              | Fernando Cayo                   |
| 1995      | El mollazo                         | Antonio Fava                 |                                 |
| 1994      | La Celestina                       | Fernando de Rojas            | Agustín Iglesias                |
| 1994      | Talem                              | Sergi Belbel                 | Yolanda Monreal                 |
| 1994      | La trifulca                        | Ruzzante                     | Fernando Cayo                   |
| 1993      | El problema de Emery               | Carlos Vides y Fernando Cayo | Carlos Vides                    |
| 1993      | Perdidos en el paraíso             | Agustín Iglesias             | Agustín Iglesias                |
| 1993      | Bacantes                           | Eurípides                    | Rosa García Rodero              |
| 1992      | Enésimo viaje a Eldorado           |                              | Agustín Iglesias                |
| 1991      | Los perjuicios que causa el tabaco | Antón Chéjov                 | Carlos Vides                    |
| 1989      | Recordando a Machado               | Antonio Machado              | Juan Antonio Quintana           |
| 1988      | Romeo y Julieta                    | William Shakespeare          | Juan Antonio Quintana           |

## Premios
| Año  | Premio                                      | Festival                                                  | Título                   | Resultado |
| ---- | ------------------------------------------- | --------------------------------------------------------- | ------------------------ | --------- |
| 1999 | Mejor Actor                                 | Cine de Tolousse CINESPAÑA                                | Shacky Carmine           | Premiado  |
| 2000 | Racimo de Oro de Teatro                     | Ayuntamiento de Serrada, Valladolid                       | Trayectoria              | Premiado  |
| 2000 | Mejor Actor                                 | Festival de Teatro Torreperogil                           | Salvaje!!!               | Premiado  |
| 2001 | Mejor Espectáculo                           | Certamen Nacional Teatro Cabaret de Talavera              | Salvaje!!!               | Premiado  |
| 2002 | Mejor Actor                                 | Festival Internacional de Jóvenes Realizadores de Granada | Hoy por ti mañana por mi | Premiado  |
| 2002 | Mejor Actor                                 | Festival Ibérico de Cine de Badajoz                       | Hoy por ti mañana por mi | Premiado  |
| 2002 | Mejor Actor Secundario                      | Premios Unión de Actores                                  | Peribañez                | Nominado  |
| 2003 | Mejor Actor                                 | Muestra Internacional de Cine de Palencia                 | Hoy por ti mañana por mi | Premiado  |
| 2003 | Mejor Actor                                 | Festival de Cortometrajes de Madrid                       | Hoy por ti mañana por mi | Premiado  |
| 2007 | Premio de Teatro Provincia de Valladolid    | Diputación de Valladolid                                  | Trayectoria              | Premiado  |
| 2008 | Mejor Actor de Serie o película             | Los Ángeles Scream Awards                                 | El Orfanato              | Nominado  |
| 2010 | Mejor Cortometraje                          | 33.º Festival Internacional de Montreal                   | El vendedor del año      | Premiado  |
| 2010 | Mejor Actor                                 | Festival de Zaragoza                                      | El vendedor del año      | Premiado  |
| 2010 | Mejor Actor                                 | Festival de Pilas                                         | El vendedor del año      | Premiado  |
| 2010 | Mejor Actor ex aequo F. Cayo y J. Gutiérrez | VII Festival de Cine de Comedia de Tarazona               | El vendedor del año      | Premiado  |
| 2010 | Mejor Actor ex aequo F. Cayo y J. Gutiérrez | VI Festival Nacional Ribadedeva en Corto                  | El vendedor del año      | Premiado  |
| 2010 | Mejor Actor ex aequo F. Cayo y J. Gutiérrez | VII Festival de Cine de Cans                              | El vendedor del año      | Premiado  |
| 2010 | Mejor Actor ex aequo F. Cayo y J. Gutiérrez | 18 CERTAMEN NACIONAL.                                     | El vendedor del año      | Premiado  |
| 2010 | Mejor Actor ex aequo F. Cayo y J. Gutiérrez | 23 Semana de Cine de Medina del Campo                     | El vendedor del año      | Premiado  |
| 2013 | Mejor Actor de Teatro                       | Diario EL PAÍS                                            | De ratones y hombres     | Premiado  |
| 2013 | Mejor Actor de Teatro.                      | Premios Max                                               | De ratones y hombres     | Finalista |
| 2014 | Mejor Actor de Teatro                       | Asoc. de Amigos del Teatro de Valladolid.                 | Los hijos de Kennedy     | Premiado  |
| 2014 | Mejor Actor                                 | Festivales de Cine de Tarazona                            | Mi vida es el cine       | Premiado  |
| 2014 | Mejor Actor                                 | Festival de Requena y Acción                              | Mi vida es el cine       | Premiado  |
| 2014 | Actor del siglo XXI                         | 28 Semana de Cine de Medina del Campo                     | Trayectoria              | Premiado  |
| 2019 | Premio Quijote de Artlanza                  | Festival de Teatro de Quijote de Artlanza                 | Trayectoria              | Premiado  |
| 2020 | Mejor Actor de Reparto                      | Unión de Actores y Actrices                               | La casa de papel         | Premiado  |
| 2021 | Mejor Actor                                 | Festival de Cine de Ávila                                 | El método                | Premiado  |
| 2022 | Mejor Actor Secundario                      | Unión de Actores y Actrices                               | La casa de papel         | Premiado  |
| 2022 | Madrid Magazine                             | Revista Madrid Magazine                                   | Trayectoria              | Premiado  |